# Thomas Bradwardine

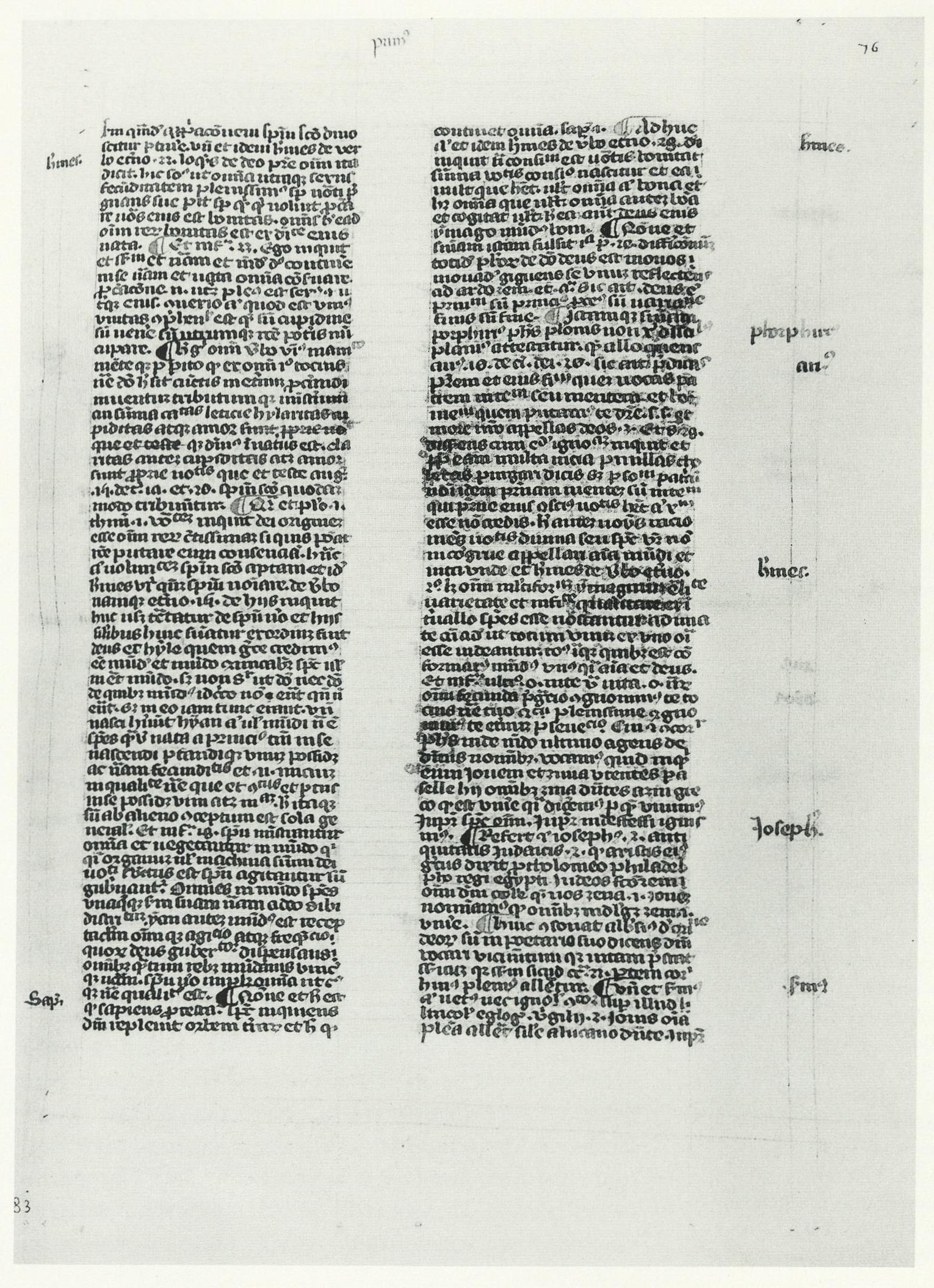
Eine Seite aus Thomas Bradwardines Abhandlung De causa dei contra Pelagianos in der 1356 geschriebenen Handschrift Florenz, Biblioteca Nazionale Centrale, Conv. soppr. G.III.418, fol. 83r

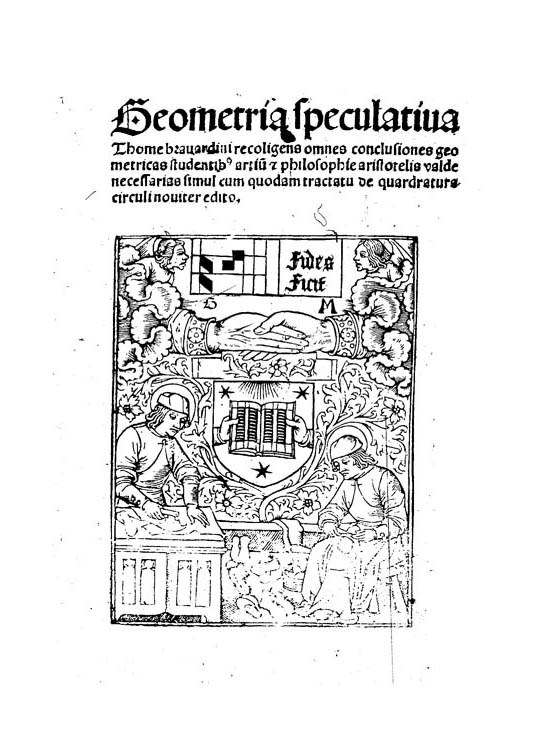
Geometria speculativa, 1495

Thomas (de) Bradwardine (latinisiert Bradwardinus, Bradwardina, von seinen Zeitgenossen doctor profundus genannt) (* um 1290 in Chichester oder Hartfield, Sussex; † 26. August 1349 in London) war ein englischer Mathematiker, Philosoph und Theologe und einer der Oxford Calculators, kurz auch Erzbischof von Canterbury.

## Leben
Thomas Bradwardine studierte am Merton College und Balliol College der Universität Oxford. In den Jahren 1325 und 1327 hatte er das Amt des Prokurators der Universität inne. 1337 wurde er Kanzler der St Paul’s Cathedral in London. Ab 1339 begleitete er Edward III. als Beichtvater auf seinen Feldzügen nach Frankreich. Wenige Wochen vor seinem Tod wurde Bradwardine 1349 zum Erzbischof von Canterbury gewählt und in Avignon geweiht. Besonders bedeutsam sind seine Untersuchungen des freien Falls. Er vermutete lange vor Galileo Galilei, dass alle Körper im Vakuum gleich schnell fallen. Von seinen Schriften sind besonders die Arismethica und die Proportiones breves bekannt.